# 백문절
백문절(白文節, ? ~ 1282년)은 고려 후기의 문신이다. 자는 빈연(彬然), 호는 담암(淡巖)이다. 본관은 남포(藍浦). 백이정(白頤正)의 아버지이다.

## 생애
신라 간관(諫官) 백중학(白仲鶴)의 후손으로 남포군 사람이다. 1238년(고종 25) 문과에 급제해 한림원(翰林院)에 들어갔고, 관직을 두루 거쳐 중서사인(中書舍人)에 이르렀으며, 이부시랑(吏部侍郞)과 국자좨주(國子祭酒)를 역임했다.
충렬왕(忠烈王)조에 사의대부(司議大夫)가 되었는데, 당시 아무 공훈도 없는데다 집안에 결함이 있는 자가 벼슬에 오르는 경우가 많아 낭사(郞舍)가 임명장에 서명을 하지 않았다. 왕이 거듭 재촉했으나 명을 따르지 않자, 어떤 자가 원한을 품고 왕의 측근들을 들쑤셔 왕을 격노하게 만들었다. 마침 승지(承旨) 이존비(李尊庇)가 감찰사(監察司)의 장계를 바치려 하자, 왕은 첨의부의 장계라고 생각해 크게 성을 내어 꾸짖으며 이존비를 쫓아냈으며, 이어 쿠치(忽赤) 최숭(崔崇)을 시켜 백문절 등의 낭사를 체포하게 했다. 이존비가 사실을 밝히려고 다시 나아가자 왕이 낭사를 구해 보려는 것이라 생각하고 꾸짖어 멈추게 한 다음 바로 백문절 등을 파직시켰다. 이에 이존비가 큰 소리로 “군왕이 신하의 마음을 몰라주시는데 제가 어찌 감히 왕명의 출납을 맡겠습니까? 당장 저를 파면해 주소서!”라고 외치니 이지저(李之氐)가 나아가 말했다.
| “ | 이존비가 올리려고 한 것은 감찰사의 장계이지 첨의부의 장계가 아닙니다. 주상께서 자세히 살펴보시지도 않은 채 낭사에게 죄를 주고 이존비를 꾸짖었습니다. 게다가 첨의부는 모든 관아의 으뜸인데도 불구하고 쿠치 한 명을 시켜 야간에 낭사들을 체포하는 것은 나라의 체면을 손상한 일입니다. | ” |

왕이 그 장계를 받아 살펴본 후 후회하며 모두를 석방하였다.
얼마 뒤에 백문절은 국학대사성(國學大司成)·보문각학사(寶文閣學士)로 승진했고, 1280년(충렬왕 6) 동지공거(同知貢擧)로서 과거를 주관하여 이백기(李伯琪) 등 35명을 급제시켰다.
1282년(충렬왕 8) 졸(卒)했다. 시호는 문간(文簡)이다. 고려사에 열전이 있다.

## 일화와 평가
- 일화 1269년(원종 10) 원종(元宗)이 복위해 원나라로 가게 되자, 임연(林衍)은 아들 임유간(林惟幹)과 심복들을 시켜 왕을 호종하게 함으로써 왕을 폐위한 사건에 대해 절대 입을 열지 못하게 했다. 왕이 백문절에게 병으로 왕위에서 물러났다는 내용의 표문을 짓게 하자 백문절은 붓을 던지고 울면서 간언했고, 이에 왕이 느낀 바 있어 황제에게 모든 것을 사실대로 고했다. 백문절이 늘 나약한 듯이 보였으나, 이런 일이 있자 사람들은 그가 지조와 절개가 있는 사람임을 비로소 알게 되었다.

- 평가 『고려사』는 백문절에 대해 그의 열전에서 이렇게 평했다.

| “ | 백문절은 문장력이 풍부해 물이 콸콸 쏟아지듯 글을 써내려갔기 때문에 당시 사람들로부터 추앙을 받았으나, 재주를 가지고 뽐낸 적이 없었다. | ” |

## 가족 관계
- 증조 : 백광우(白光宇, ? ~ ? ) 병부원외랑(兵部員外郎)
  - 조부 : 백여주(白汝舟, ? ~ ? ) 좌승선(左承宣)·한림시강학사(翰林侍講學士)·지제고(知制誥)
    - 아버지 : 백경선(白景瑄, ? ~ ? ) 예부낭중(禮部郞中) , 증(贈) 우복야(右僕射)
      - 초배 : 전주 이씨(全州李氏)
      - 계배 : 성주 이씨(星州李氏) 이세주(李世柱)의 딸
        - 장남 : 백이정(白頤正, 1247년 ~ 1323년) 도첨의평리(都僉議評理) 상의회의도감사(商議會議都監事) 상당군(上黨君) 문헌공(文憲公)
        - 자부 : 구 안동 김씨(舊 安東金氏) 중대광(重大匡) (上洛君) 김순(金恂)의 2녀
        - 차남 : 백효주(白孝珠) 대호군(大護軍)
        - 자부 : 평양 조씨(平壤趙氏) 문하시중(門下侍中) 평양군(平壤君) 조인규(趙仁規, 1237년 ~ 1308년)의 3녀

      - 매부 : 이진(李瑨)[6] : 문과에 급제했으나 벼슬하지 않음,
        - 생질 : 이존비(李尊庇, 1233년 ~ 1287년) 판밀직사사(判密直司事)

## 작품
- 광무(光武) "百戰車中講六經 八珍案上憶蔞亭 雲臺滿壁丹靑濕 七里灘頭訪客星."[7]

- 방산사 이수(訪山寺 二首)
  - "十笏禪房花木深 丁東山溜響於琴 解衣盤礴雙楓下 時有人間未見禽."〈제1수〉[8]
  - "樹陰無罅小溪流 一炷淸香滿石樓 苦熱人間方卓午 臥看初日在松頭."〈제2수〉[9]
- 당우(唐虞) "茅茨影裏土階卑 萬壽毫生八彩眉 四海人民無一事 耕田鑿井外何知"[10]